# Краузе, Константин Павлович
Константин Павлович Краузе (8 февраля 1877 — 9 сентября 1964) — российский физик, организатор образования, преподаватель Второй Уфимской женской гимназии (1905—1918), а после её преобразования в 4-ю Советскую объединённую школу — до 1927 года был её заведующим.

## Биография
Родился 8 февраля 1877 года в селе Ржавец Калужской губернии в семье агронома. Отец, Павел Федорович Краузе, до 1865 года проживал в Лепельском уезде Рижской губернии, откуда был выслан за участие в крестьянских беспорядков без права въезда туда в дальнейшем, и всю оставшуюся жизнь находился под надзором полиции, ежегодно возобновляя свой паспорт. Умер в 1903 году.
Среднее образование получил в классической гимназии, а высшее — в Петербургском университете, куда поступил в 1898 году и в котором обучался 6 лет, поскольку в 1901-02 учебном году исключался за участие в «незаконных» студенческих сходках. Будучи студентом, принимал активное участие в семинарах профессора О. Д. Хвольсона и работал в лабораториях Физического института под руководством профессоров В. В. Лермантова по общей физике и И. И. Боргмана по курсу электричества и магнетизма.
После окончания физико-математического факультета (по математическому отделению) выразил желание работать на периферии и с августа 1905 года был назначен преподавателем физики, математики и космографии во Вторую Уфимскую женскую гимназию, где проработал 14 лет. Там он организовал первоклассный физический кабинет и впоследствии специализировался только на преподавании физики и частично астрономии.
В 1916 году несколько месяцев находился на курсах преподавателей средних школ при Педагогическом институте в Москве, а в 1917 году прочитал курс физики на Уфимских высших научно-образовательных и педагогических курсах.
В начале 1918 года избирался членом Уфимского губернского комитета по народному образованию и осенью того же года стал членом Городского совета народного образования.
В 1918 году на два года был избран председателем педагогического совета Второй Уфимской женской гимназии, преобразованной затем в 4-ю Советскую объединённую (I и II ступени) школу, и был её заведующим вплоть до 1927 года, оставаясь преподавателем физики.
При выходе на пенсию передал Башкирскому отделению ДОСААФ всю свою библиотеку по радиолюбительству, содержащую свыше 100 книг, а кафедре физики Башкирского сельхозинститута в числе личных физических приборов, использованных им при проведении экспериментов в домашних условиях, действующую модель радиостанции А. С. Попова (искровой радиопередатчик, приемник электрических колебаний с корректором и звонком).
Умер в 1964 году. Похоронен на Сергеевском кладбище.

## Научная деятельность
В 1911 году принимал участие в работе II Менделеевского съезда по прикладной физике и химии, проходившего в Петербурге, где выступил с докладом «О новом типе индуктора», и I Всероссийского съезда преподавателей физики, химии и космографии (выступление с оригинальными демонстрациями).
В 1917 году принял участие в работе II Менделеевского съезда по прикладной физике и химии, проходившем в Петрограде, и I Всероссийского съезда преподавателей физики, химии и космографии.
Принимал участие в работе III, IV и V Всероссийских съездов физиков в Нижнем Новгороде (1922), Москве (1924) и Ленинграде (1926).
В 1928 году участвовал в работе VI Всесоюзного съезда ассоциации физиков в Москве, был избран членом президиума съезда.
В 1930 году на VII съезде Всесоюзной Ассоциации физиков в Одессе он руководил методической секцией.
В 1933 году принимал участие в работе Всесоюзной конференции по атомному ядру в Ленинграде

## Награды и признание
За активную работу в области радиолюбительства награждён Комитетом содействия радиофикации и радиолюбительства при ЦК ВЛКСМ знаками «Активному работнику» I и II степеней, а Всесоюзным комитетом по радиофикации и радиовещанию при СНК СССР удостоен звания «Активный радиолюбитель».